# Dampierland

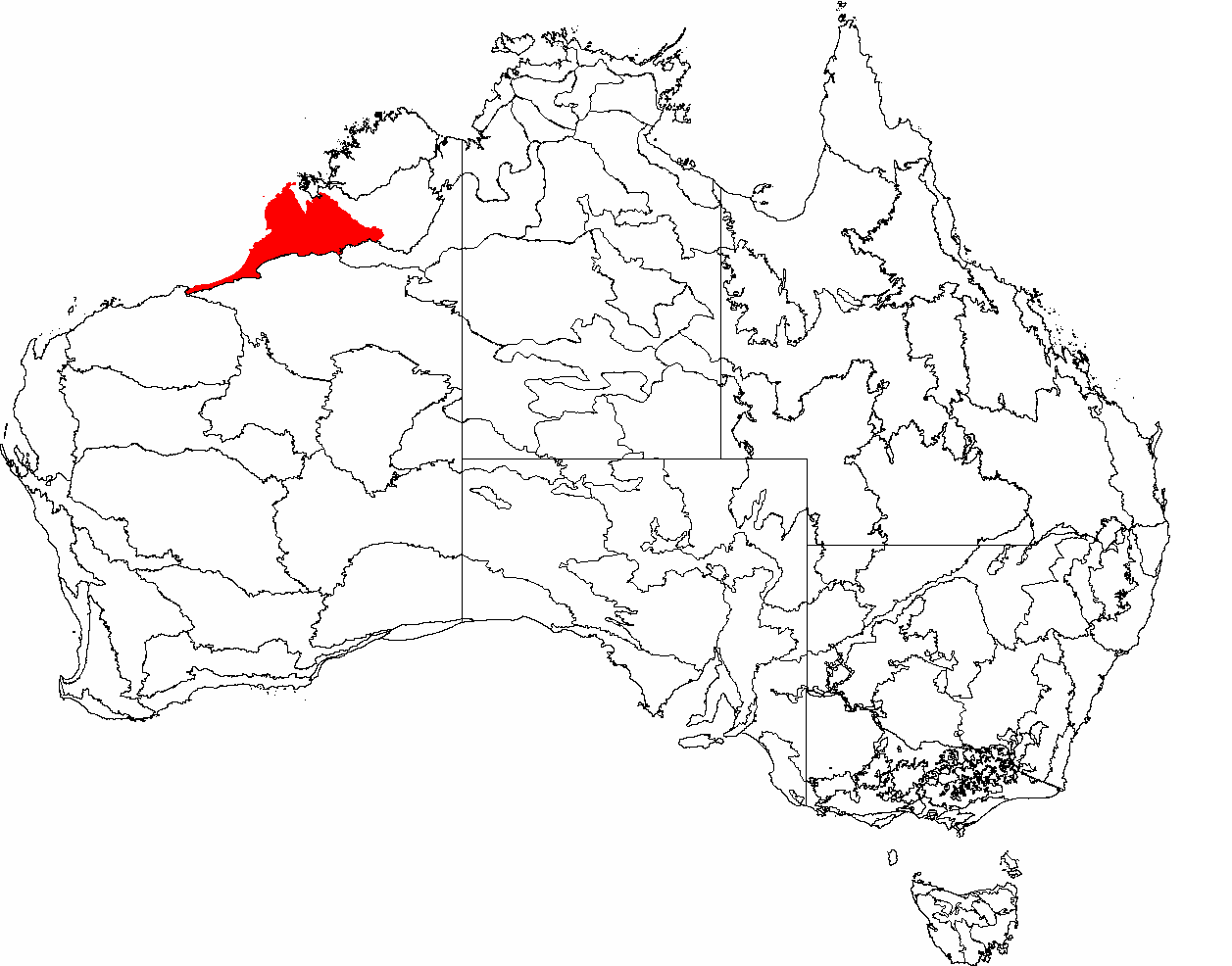
IBRA-Regionen (Dampierland in Rot)

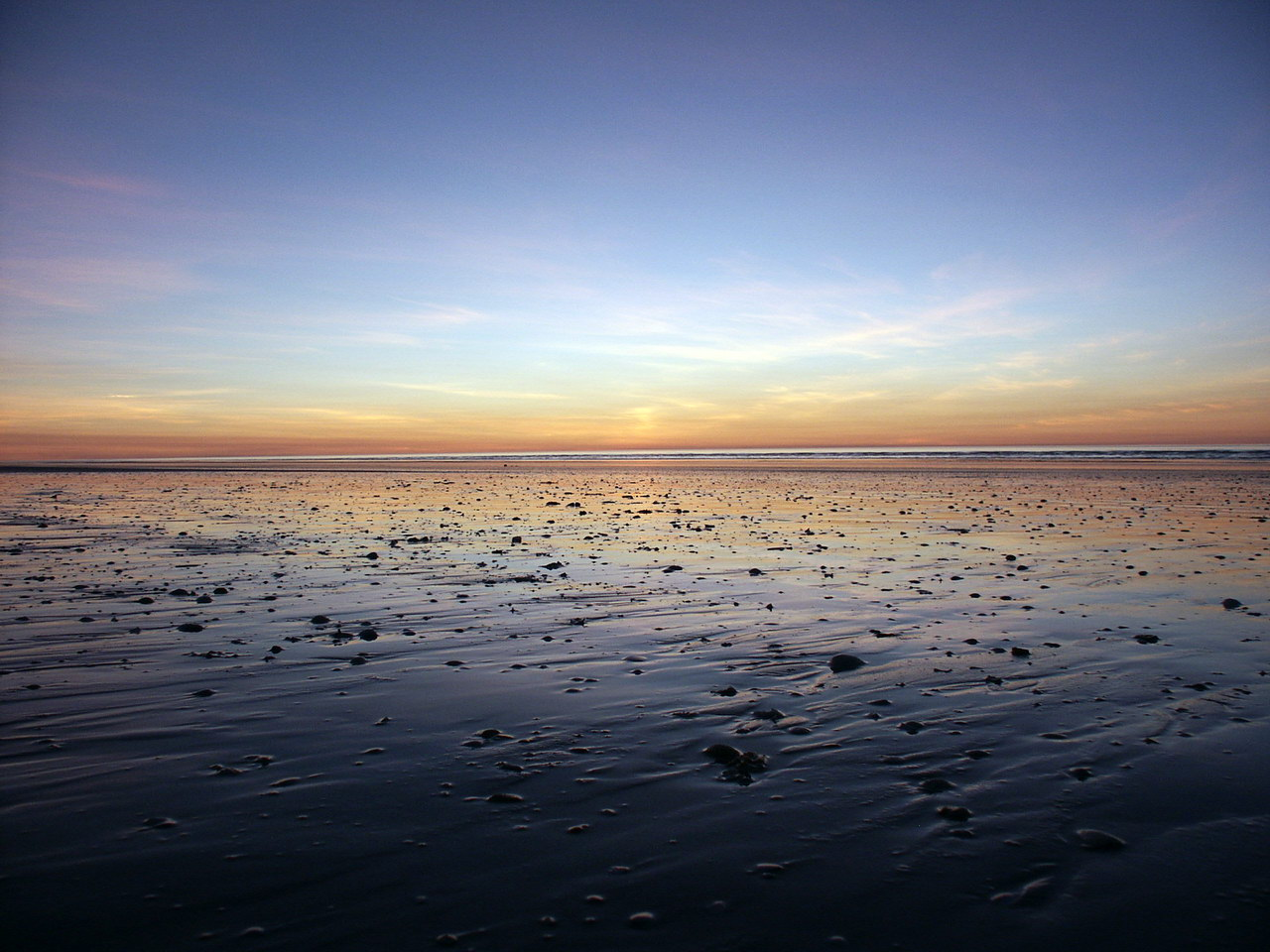
Eighty Mile Beach bei Sonnenuntergang

Dampierland ist eine Region im Nordwesten Australiens. Innerhalb von Western Australia gelegen, gehört sie zum Shire of Broome in der Kimberleyregion. Sie ist nach dem britischen Freibeuter und Entdecker William Dampier (1651–1715) benannt, dem ersten Engländer, der Australien betrat.
Dampierland bezeichnet eine Bioregion gemäß der Interim Biogeographic Regionalisation for Australia (IBRA).
Dampierland ist auch ein eigenständiger physiographischer Abschnitt der größeren Provinz Nullagine Platform, die wiederum Teil der größeren Abteilung des West Australian Shield ist.

## Geographie
Dampier Peninsula ist eine niedrig gelegene Halbinsel am Indischen Ozean zwischen den beiden Buchten Roebuck Bay und King Sound. Der wichtigste Ort und Hafen ist Broome ganz im Südwesten der Halbinsel. Ihr nördlichster Punkt ist das Kap Leveque.
Zur Region Dampierland gehört nebst der Halbinsel das an Broome angrenzende Land und die Küstenregion hinter der Eighty Mile Beach südlich von Broome.

## Natur
Die Bioregion befindet sich in der Region West Kimberley und umfasst  Die charakteristische Vegetation ist das Pindan-Waldland.
Die Halbinsel ist durch eine xerophytische Vegetation und Savannen gekennzeichnet.

## Aborigines
Zu den im Dampierland gesprochenen Aborigines-Sprachen zählen Yawuru, Bardi, Nyul Nyul, Nyangumarta und Karajarri.
Über die Aborigines-Stämme im Dampierland und den Totemismus in Nord-West-Australien legte der australische Ethnologe A. P. Elkin 1933 eine Studie vor.

## Publikationen
William Dampier veröffentlichte 1697 den Reisebericht „A New Voyage Round The World“.
Einen Bericht über seine Reisen in Arnhemland und Dampierland lieferte der norwegische Zoologe Knut Dahl in seinem Buch mit einem umfangreichen naturkundlichen Teil.